# 廖婉虹
廖婉虹，香港電影監製，畢業於香港演藝學院電視電影系學士及香港大學新聞系碩士。曾任香港城市大學創意媒體學院教師、香港亞洲電影投資會高級經理、現任天下一電影有限公司製作總監。
由2000年開始監製多部獨立及商業電影，其作品《八月的故事》曾獲得台南電影節最佳電影，《骨妹》曾獲得大阪國際電影節「觀眾大獎」及「最佳新進演員獎」。

## 作品
- 《蝴蝶》（2004年）：威尼斯影展影評人雙周開幕電影
- 《八月的故事》（2006年）：台南電影節最佳電影
- 《蕩寇》（2008年）：入圍威尼斯影展及多倫多電影節特別放映
- 《無聲風鈴》（2009年）：柏林影展泰迪熊獎三強入圍
- 《東風破》（2010年）：香港亞洲電影節閉幕電影
- 《大戰》（2013年）：紐約亞洲電影節特別放映紀錄片
- 《迷城》（2015年）：台北電影節星光首映
- 《卡夫卡的K》：參展柏林影展，由賈樟柯監製改編自卡夫卡《城堡》
- 《沖天火》（2016年）：香港動作片傳奇導演林嶺東作品
- 《骨妹》（2017年）：大阪國際電影節「觀眾大獎」及「最佳新進演員獎」
- 《逆流大叔》（2018年）：香港電影發展基金融資項目
- 《翠絲》（2018年）：金馬獎最佳男配角獎及最佳女配角提名
- 《Baby復仇記》（2019年）：入圍東京國際電影節「亞洲未來」單元
- 《好好拍電影》（2020年）：香港國際電影節開幕電影
- 《狂舞派3》（2020年）：台灣金馬影展閉幕電影並獲得六項金馬獎提名
- 《看我今天怎麼說》（2023年）：三項金馬獎提名